# Попов, Михаил Степанович
Михаи́л Степа́нович Попо́в (29 августа 1865, село Верхоланье, Великоустюжский уезд, Вологодская губерния — между 1935/1938) — деятель обновленчества, один из его зачинателей, архиепископ Лужский, викарий Ленинградской обновленческой епархии.

## Биография
Родился 29 августа 1865 года в селе Верхоланье Великоустюжского уезда Вологодской губернии в семье диакона.
В 1880 году окончил Великоустюжское духовное училище. Затем в 1886 году окончил в Вологодскую духовную семинарию по первому разряду.

### Священник
В 1888 году рукоположён в иерея к Троицкой церкви села Антипино Великоустюжского уезда Вологодской губернии.
Овдовев, поступил в 1898 году в Санкт-Петербургскую духовную академию, которую окончил в 1902 году со степенью кандидата богословия.
В 1902—1907 — священник церкви во имя Святителя Николая Чудотворца при Втором убежище девочек Московско-Нарвского отделения «Общества попечения о бедных и больных детях» («Синий крест»). На этом месте сменил своего товарища по духовной академии, печально известного священника Георгия Гапона.
В Книге «Очерки русской церковной смуты» Анатолия Краснова-Левитина и Вадима Шаврова отмечалось, что Михаил Попов «был человеком скромным и молчаливым. Единственным увлечением о. Михаила была благотворительность. Эта деятельность развила в нём интерес к социальным проблемам и сблизила его с питерским трио» (Боярский, Введенский и Егоров). Его квартиру на Гороховой улице Александр Введенский впоследствии называл «колыбелью обновленческого движения».
В 1905 года он организовал братство преподобного Серафима, которое действовало недолго, ибо через два года приют закрылся, и иконостас отдали в Андреевский собор.
После бурных событий 1905—1906 годов при Балтийском судостроительном и механическом заводе было решено было создать церковь «для рабочих для поднятия ослабевающей религиозности». Инициативу в этом деле взял на себя священник Михаил Попов. После каждой литургии для рабочих велись религиозно-нравственные беседы. При храме действовали апологетические курсы. Ежегодно 19 июля члены созданного им церковного братства преподобного Серафима шли крестным ходом к чудотворной иконе на Стеклянном заводе. Крещенское водосвятие происходило на Неве. Кроме того создал общество вспомоществования на случай смерти. Прослужил настоятелем этой церкви до 1914 года.
Являлся преподавателем школ, гимназий, учительских семинарий и профессором учительского института в Лесном. Автор листков для народного чтения. Занимался церковной историей, биограф митрополита Арсения (Мацеевича). 7 января 1913 года утверждён в степени магистра богословия за диссертацию «Арсений Мацеевич и его дело».
В 1913 году посетил Ближний Восток, изучал уставное православное служение на Афоне, в монастыре святого Саввы, в Иерусалиме, Константинополе.
7 марта 1917 года, вскоре Февральской революции, стал одним из зачинателей «Союза демократического православного духовенства и мирян», в деятельности которого принял участие ряд будущих видных деятелей обновленчества в Российской Церкви. Как повествует Краснов-Левитин: «В начале марта 1917 года на квартиру к о. Михаилу пришли отцы И. Ф. Егоров и А. И. Введенский. По их просьбе хозяин должен был их познакомить со своим довольно известным однофамильцем, членом IV Государственной Думы, протоиереем о. Дмитрием Яковлевичем Поповым. <…> Началась кипучая организационная работа, и через несколько дней старый петроградский протоиерей о. А. П. Рождественский открыл на Верейской улице (недалеко от дома, в котором жил Введенский) первое учредительное заседание союза. Союз состоял из нескольких десятков молодых либеральных столичных батюшек, большею частью с академическими значками».
К 1917 году был настоятель храма Сретения Господня при Фельдъегерском корпусе, который был закрыт 15 января 1921 (приход переместился на Гороховую ул., 57) и через два года ликвидирован.

### Участник обновленческого движения
Со времени создания обновленческого движения стал его участником. Подписал декларацию о помощи голодающим, от 24 марта 1922 года. 28 июня того же года согласился войти в организованное Владимиром Красницким Петроградское епархиальное управление, а также стать уполномоченным обновленческого Высшего церковного управления в Петроградской обновленческой епархии.
Однако в скором времени встал в оппозицию Красницкому и «Живой церкви», что по мнению А. Э. Краснова-Левитина, объяснялось тем, что Михаил Попов был типичным либеральным интеллигентом дореволюционной формации, который с брезгливостью и отвращением относился к таким методам, как политический донос или личные выпады против кого бы то ни было с церковной кафедры.
12 сентября 1922 года в Александро-Невской лавре по пострижении в рясофор был хиротонисан во епископа Детскосельского, викария Ленинградской епархии. Хиротонию совершили: архиепископ Николай (Соболев), епископ Артемий (Ильинский) и епископ Николай (Сахаров). В книге «Очерки русской церковной смуты» указывается, что данная хиротония была совершена по инициативе Александра Боярского «для того, чтоб в надвигающейся борьбе петроградская группа не осталась без епископов».
Не позднее апреля 1923 года переведён на Смоленскую обновленческую епархию с возведением в сан архиепископа; в таковом качестве был участником обновленческого поместного собора.
12 сентября 1923 года назначен обновленческим епископом Рязанским и Зарайским, председателем обновленческого Рязанского церковного управления, с возведением в сан архиепископа.
Поскольку будущий обновленческий архиепископ Рязанский был одним из стержневых и, что самое главное, проверенных временем деятелей обновленческого движения, то манёвр с перемещением его на Рязанскую кафедру был предпринят именно с целью консолидации местного обновленческого сообщества. В рязанской обновленческой епархии у него уже имелось два викария: в Сасове и Касимове.
Лишённый болезненных амбиций, свойственных большинству обновленческих лидеров, он, будучи человеком высокообразованным и эрудированным, сфокусировался исключительно на вопросах образования и просвещения, став в 1924 году ответственным редактором газеты (впоследствии — журнала) «Церковное обновление», в котором широко освещалась церковная жизнь того времени.
На Предсоборном совещании, открывшемся в Москве 10 июня 1924 года представил доклад о проблемах духовного просвещения и религиозного образования.
С 1924 года — преподаватель западных исповеданий в обновленческой Московской богословской академии.
На открывшемся в Москве 27 января 1925 года расширенном пленуме Священного Синода представил обширный доклад о церковных реформах.
1 декабря 1925 года назначен архиепископом Лужским, третьим викарием Ленинградской обновленческой епархии, с кафедрой в Екатерининском соборе Луги, став одним из заместителей Ленинградского обновленческого митрополита Вениамина (Муратовского).
Одновременно с 24 мая по 21 июня 1927 года временно управлял Тихвинским викариатом Череповецкой обновленческой епархии.
18 февраля 1927 года утверждён архиепископом Лужским, третьим викарием Ленинградской обновленческой епархии.
8 июня 1927 года избран членом правления Северо-Западного областного митропорлитанского церковного управления.
В 1928 году назначен архиепископом Тихвинским, третьим викарием Ленинградской обновленческой епархией.
25 февраля 1931 года уволен на покой по болезни.
С 26 декабря 1931 года по 20 января 1932 года временно управлял Калининской обновленческой епархией.
С 30 марта 1932 года по 26 апреля 1932 года временно управлял Новгородской обновленческой епархией.
Весной 1935 года, находясь за штатом, проживал в Ленинграде. По данным Краснова-Левитина и Шаврова, умер на покое в тридцатых годах.

## Труды
- Арсений Мацеевич, митрополит Ростовский и Ярославский. — Санкт-Петербург : [скл. изд. у авт.], 1905. — VIII, 264, [2], XXVIII, [2] с., 4 л. ил., портр.
- Святитель Димитрий Ростовский и его труды. — Санкт-Петербург : [скл. изд. у авт.], 1910. — [4], 350, [2] с., 17 ил., портр.
- Первая экспедиция к устью реки Оби (Беринга). — СПб., 1904.
- Арсений Мацеевич и его дело : Исслед. свящ. М. С. Попова. — Санкт-Петербург : [скл. изд. у авт.], 1912. — XX, 592, 88 с.;
- Как постился доктор Таннер 40 дней? : (Истин. событие) / Сост. Попов. — Петроград : изд. Попов, 1915. — 32 с.
- Французская революция и религия. — Петроград : [б. и.], 1919 (23-я Гос. тип.). — 384 с.
- Митрополит Антоний Вадковский. // Церковное обновление. 1924. — № 21-22.
- Вопросы духовного просвещения. // Церковное обновление. 1924. — № 2-3.